# Abdelkader Firoud
Kader Firoud (Orano, 11 ottobre 1919 – Nîmes, 3 aprile 2005) è stato un allenatore di calcio e calciatore francese, di ruolo centrocampista.

## Carriera

### Nazionale
Ha collezionato sei presenze con la propria Nazionale.

## Palmarès

### Giocatore

#### Competizioni nazionali
- Ligue 2: 1

Nimes: 1949-1950

### Allenatore

#### Competizioni nazionali
- Coppa Charles Drago: 1

Nimes: 1956

#### Competizioni internazionali
- Coppa delle Alpi: 1

Nimes: 1972

#### Individuale
- Allenatore francese dell'anno: 1

1971